# جاش گرانت (بازیکن فوتبال)
جاش گرانت (انگلیسی: Josh Grant؛ زادهٔ ۱۱ اکتبر ۱۹۹۸) بازیکن فوتبال اهل بریتانیا است.
از باشگاه‌هایی که در آن بازی کرده‌است می‌توان به باشگاه فوتبال یئوویل تاون و آکادمی و تیم دوم باشگاه فوتبال چلسی اشاره کرد.
وی همچنین در تیم‌های ملی فوتبال زیر ۱۸ سال انگلستان و زیر ۲۰ سال انگلستان بازی کرده‌است.